# تیر خلاص

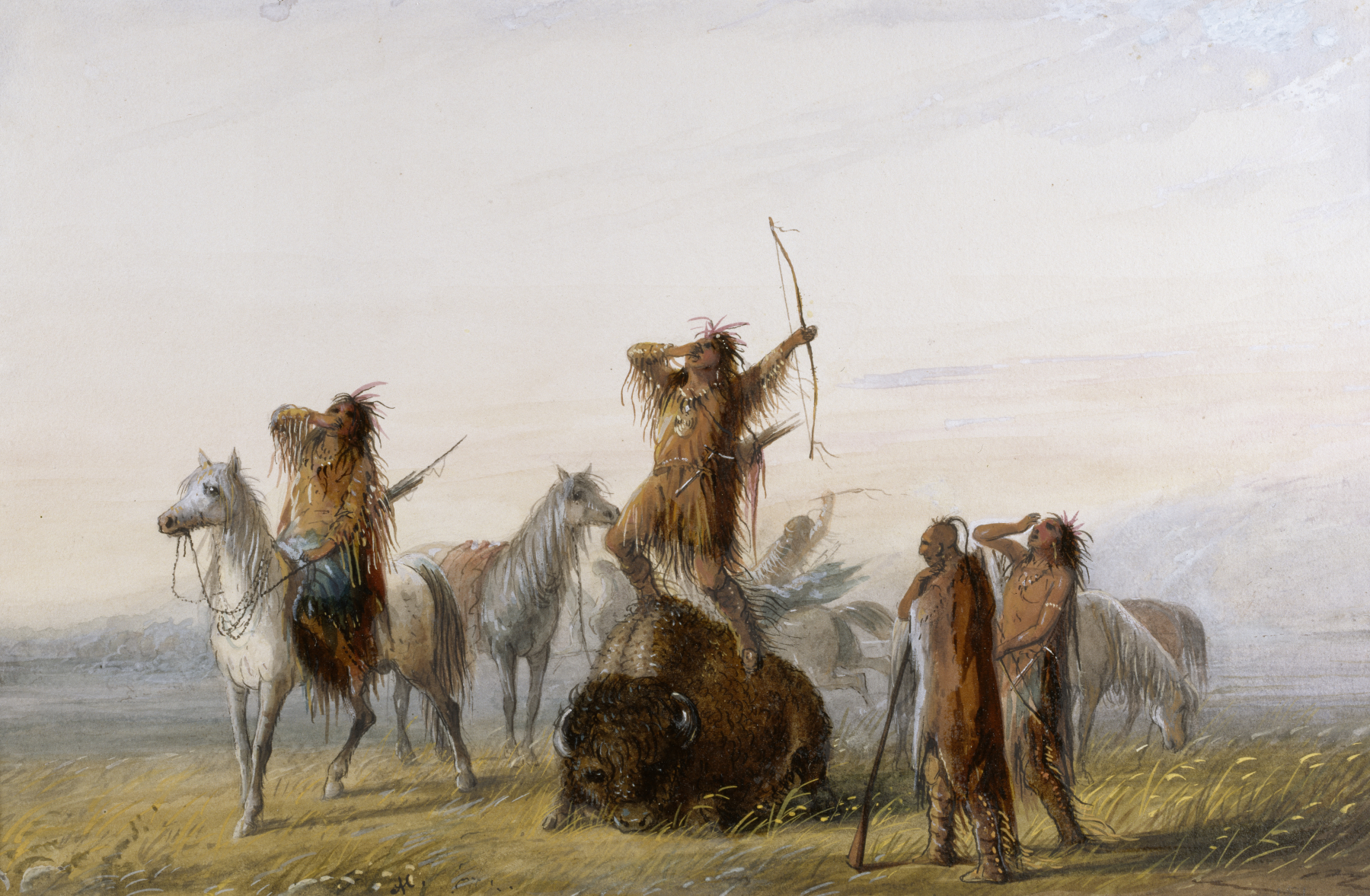
نقاشی قرن نوزدهم که در آن شکارچیان سرخپوست آمریکایی در اطراف یک
بوفالو زخمی جمع شده‌اند، و قبل از اجرای ضربت خلاص به حیوان، در حال سر دادن هلهله پیروزی می‌باشند.

تیر خلاص شلیک مرگ به منظور پایان دادن به درد و رنج یک شخص یا حیوان به شدت زخمی می‌باشد. این عمل نوعی قتل ترحم آمیز شهروندان یا سربازان، دوستان یا دشمنان، با رضایت شخص مصدوم یا بدون آن محسوب می‌شود.
نمونه‌هایی از تیر خلاص عبارتند از تیراندازی به قلب یا سر (معمولاً پشت جمجمه) یک فرد زخمی شده در جریان یک اعدام که هنوز زنده مانده‌است یا کشتن انسان دوستانه سربازی که در میدان جنگ به طرز مرگباری زخمی شده‌است ولی کمکهای پزشکی برای تسکین دردش در دسترس نمی‌باشند. در دوران پیش از سلاح گرم، زندگی این گونه زخمی‌ها با سلاح‌های تیغه دار یا ضربه ای به پایان می‌رسید که شامل بریدن گلو، ضربه به سر یا فروکردن یک سلاح تیز در قلب می‌شد. مثالهای دیگر عبارتند از افسر فرمانده یک جوخه آتش که در صورتی که شلیک تفنگها نتواند هدف را بکشد، با تپانچه شخصی اش تیر خلاص را اجرا می‌کند یا قطع سر یک سامورایی بلافاصله پس از سپوکو، که به منظور خاتمه سریع زندگی و جلوگیری از درد کشیدن انجام می‌گرفت.